# Мельник, Иван Филиппович
Иван Филиппович Мельник (1922—2013) — генерал-лейтенант МВД СССР.

## Биография
Иван Мельник родился 10 июня 1922 года в селе Городница (ныне — Уманский район Черкасской области Украины). В 1940 году он был призван на службу в Рабоче-крестьянскую Красную Армию. Окончил полковую школу. Участвовал в боях Великой Отечественной войны, три раза был ранен. После окончания войны продолжил службу в Советской Армии.
В 1949 году Мельник окончил Военно-политическую академию имени В. И. Ленина. Служил на высоких военно-политических должностях.
Позднее Мельник перешёл на службу сначала в Главное управление внутренних войск МВД СССР по кадрам, а затем в Управление кадров МВД СССР, где занимал должности заместителя начальника, начальника Управления (1983—1986). Ушёл на пенсию в звании генерал-лейтенанта.
Проживал в Москве. Умер 10 ноября 2013 года, похоронен на Троекуровском кладбище Москвы.
Был награждён орденами Октябрьской Революции, Отечественной войны 1-й и 2-й степеней, Трудового Красного Знамени, Красной Звезды, Дружбы, «Знак Почёта», рядом медалей.